# Casalromano
Casalromano ist eine norditalienische Gemeinde (comune) mit 1482 Einwohnern (Stand 31. Dezember 2023) in der Provinz Mantua in der Lombardei. Die Gemeinde liegt etwa 32 Kilometer westnordwestlich von Mantua im Parco dell'Oglio Sud und grenzt an die Provinzen Brescia und Cremona.

## Geschichte

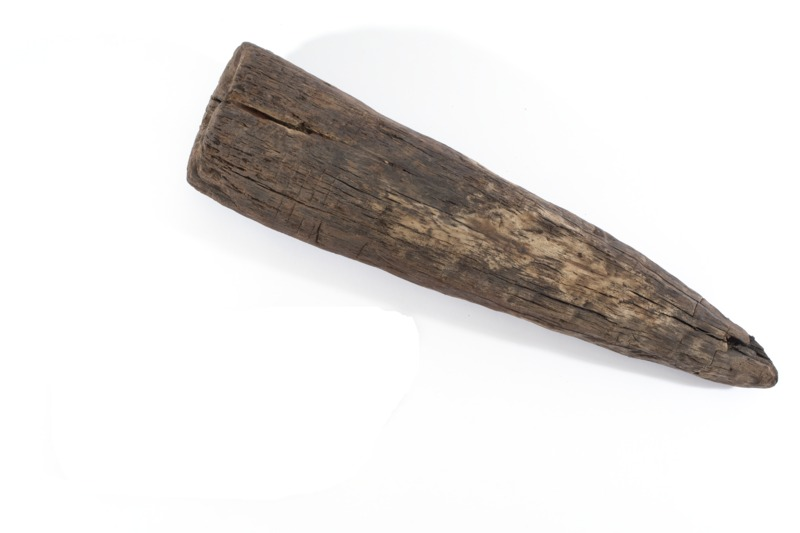
64 cm lange Pfahlspitze aus der Pfahlbausiedlung Casalromano

Spätestens seit dem Neolithikum lassen sich Pfahlbausiedlungen auf dem Gebiet der Gemeinde belegen. Im Übergang vom Neolithikum zur Bronzezeit entstand in Fontanella Grazioli ein Grab (2. Jahrtausend v. Chr.), das der Remedello-Kultur zugeschrieben wird.
In der Eisenzeit lassen sich Kelten nachweisen, ihnen folgten die Römer.
Erstmals wird das mittelalterliche Casalromano in einer Urkunde des Jahres 1009 genannt, wobei der Ort, wie im Bresciano üblich, ein relativ hohes Maß an Autonomie genoss. Deutlicher tritt dies in Quellen der Jahre 1366 bis 1368 hervor, in denen ein gewisser Umaldino de Azii und ein Vivaldino de Rizi als „Consulis Cummunis et hominum terrae de Casalirumano“ erscheinen. Hinzu kommt ein Guglielmino de Salis als „Notarius et procurator nomine et etiam sindicus et sindacario nomine comunis et hominum terrae de Casalirumano“. Diese und die Repräsentanten der Kommune von Isorella wurden von ‚Sapienti‘ aufgefordert, die der Verwaltung und dem Hof von Vaso Naviglio vorstanden, vor dem Richter und Assessor des Podestà von Brescia zu erscheinen. Sie weigerten sich, die Reparatur der Chiuse oder Arche von Gavardo zu bezahlen.
Ab 1335, zu Zeiten von Luigi Gonzaga II., dem ersten capitano perpetuo von Mantua, gelangte Casalromano, zusammen mit Fontanella und anderen Orten der Region, in die Interessenssphäre Mantuas. Nach und nach änderte sich ihre Rechtslage so weit, dass sie Teil des Mantuaner Territoriums wurden. Als Basis diente das Statuto Alessandrino, das auf den Signore von Casalromano, Alessandro Gonzaga, zurückgeht und 1451 entstand. Dabei sorgten die Konflikte zwischen den Gonzaga-Zweigen auch in der Region immer wieder für Rechtsstreitigkeiten.
Mit dem Ende der Gonzaga im Jahr 1708 kam die Gemeinde an die österreichische Lombardei, geriet aber auch in den Spanischen Erbfolgekrieg mit seinen Zwangskontributionen und Aushebungen.
1785 kamen Casalromano und Fontanella an die Kommune Canneto, Sitz einer Prätur, auch wenn sich die Gemeinde dagegen wehrte. Die frazione hatte zu dieser Zeit 804 Einwohner, einschließlich der 370 von Fontanella.
Der am 25. September 1804 in Fontanella geborene Priester Don Bartolomeo Grazioli, nach dem der Nachbarort Fontanella Mantovana später in Fontanella Grazioli umbenannt wurde, gehörte zu den liberalen Priestern, die von der österreichischen Regierung 1852 in Haft gesetzt wurden. Grazioli wurde zusammen mit Tito Speri und Carlo Montanari im Castello di S. Giorgio inhaftiert und am 3. März 1853 hingerichtet. Gnadengesuche der Gemeinde in Verona sowie Bittgesuche nach Wien wurden abgelehnt. Nach dem Ende der österreichischen Herrschaft wurden seine Reliquien auf die beiden Dörfer verteilt.